# سرگئی شاخری
سرگئی شاخری (روسی: Серге́й Семёнович Шахрай؛ زادهٔ ۲۸ ژوئن ۱۹۵۸) اسکیت‌باز نمایشی اهل روسیه است.